# Levi Yitzhok de Berditchev
Levi Yitzhok (Derbaremdiker) de Berditchev (yiddish : לוי יצחק בערדיטשעווער ; hébreu : לוי יצחק מברדיצ'ב) est un maître hassidique du XVIIIe siècle (Goussakov (en polonais, Hussaków, Voïvodie ruthène, Galicie) 1740 - Berditchev 5 octobre 1809).
Disciple de Dov Baer de Mezeritch, il est l’un des rabbins les plus populaires de l’histoire du hassidisme et le sujet de nombreux contes et histoires qui font l’éloge de sa ferveur dans la prière et dans la défense des Juifs allant parfois jusqu’à la révolte théologique et lui valant le surnom d’« amant » ou « intercesseur d’Israël ».
Une partie importante de son enseignement est publiée à titre posthume en deux tomes dans le Kedoushat Levi. Il est aussi l’auteur de classiques du répertoire hassidique comme Dou-dou ou Le Kaddich de Reb Levi-Yitzhok.

## Élément biographiques

### Jeunes années et formation
Levi Yitzhok de Berditchev naît en 1740 dans une famille d'éminents rabbins.
Son père Meir est le rabbin de Goussakov, en Galicie.
Sa mère Saisha Deborah est en famille avec le rabbin Shmouel Eliezer HaLevi Aidells (Le MaarSh'a).
Son père s'occupe de son instruction, et l'envoie se perfectionner à Jarosław, où il se fait connaître comme illui (עילוי, jeune prodige talmudique)
Il épouse Perla, la fille du philanthrope Israël Perezt, qui gère les biens du prince qui règne sur la ville.
Il s'installe auprès de son beau-père à Lubartów, surnommée la petite Jérusalem[Par qui ?] en raison du grand nombre de savants qui y réside.
Il trouve de nombreux partenaires d'étude, notamment le rabbin Yosseph Teomim, auteur du Peri Megadim avec qui il étudie la Torah exotérique et ésotérique et ne tarde pas à se faire un nom.
Malgré l'opposition de sa famille et belle-famille, il fait connaissance du rabbin Shmouel Shmelke Horowitz rabbin de Ryczywół, ville située  à quatre-vingt km de Lubartów,avec qui il étudie.
À la demande du rabbin Shmelke, ils voyagent ensemble chez le Maggid de Mezeritch.
Levi Yitzhok devient un partisan convaincu du Maguid et un de ses disciples les plus prééminents.
Pendant qu'il étudie auprès du Maguid son beau-père s'endette et il risque d'être emprisonné.
Perla, la femme de Levi Yitzchok promet au prince-prêteur de le rembourser dans les deux ans, à défaut de quoi elle abandonnerait le Judaïsme pour le Christianisme.
Quand le rabbin Lévi Yitshok apprend cette nouvelle, il est horrifié. Il quitte le Maguid et fait le tour des villes avoisinante afin de ramasser l'argent nécessaire pour racheter la dette de son beau-père.

### Rabbin
Le rabbin Levi Yitshok est un des rares rabbins hassidiques à être également rabbin en matière de halakha.
Lorsque le rabbin Shmouel Shmelke Horowitz est appelé au rabbinat de Nikelsbourg, le rabbin Levi Yitshok le remplace à Ryczywół, Masovian Voivodeship de 1761 à 1765.
Sa vie est rendue difficile par les opposants locaux du hassidisme.
Le jeune rabbin estime sa vie en danger et s'échappe de la ville à pied, le jour d'Hoshanna Rabba (le dernier jour de Souccot), avec seulement un Loulav et Etrog à la main.
En 1765 il est nommé rabbin et chef du Collège rabbinique de  Pinsk.
La ville de Pinsk  est un grand centre rabbinique et le hassidisme y est déjà implanté par le rabbin Aaron Le Grand de Karlin.
Jusqu'à l'arrivée du rabbin Levi Yitzchok, le hassidisme est enseigné secrètement. Il l'enseigne publiquement. Après le Cherem du Gaon de Vilna, il rencontre une forte opposition de la part des Mitnaggedim et est forcé de démissionner de son poste.
Il est nommé rabbin de Żelechów. L'histoire se répète.

### Rabbin à Berditchev
En 1785, Levi Yitzchok arrive à Berditchev. Il y dirigera la communauté jusqu'à sa mort.
À Berditchev, Levi Yitzchok trouve enfin la sérénité. Il y établit sa cour hassidique, et des milliers de disciples viendront, parfois de loin, pour entendre son enseignement.
Berditchev, qui était un grand centre du judaïsme, était aussi influencé par le Mouvement des Lumières, mouvement marqué par une philosophie anti-religieuse.
Malgré les difficultés rencontrées dans cette ville peu accueillante, Rabbi Levi Yitzchok était déterminé à y rester pour lutter contre le climat anti-religieux, et plaider pour son peuple. À l'époque, ce choix de vivre parmi des juifs a-religieux, voire anti-religieux, était sans précédent.
Rabbi Levi Yitzchok décède le  5 octobre 1809 et il est enterré dans la ville de Berditchev. Du monde entier, des Juifs continuent de se rendre à Berditchev pour prier sur la tombe de l'Amant d'Israël, lui demandant d'intercéder en leur faveur auprès des cieux.
Apprenant la mort de Rabbi Levi Yitzchok, Rabbi Nahman de Bratslav dit :
« Quiconque a des yeux pour voir peut constater que la "lumière de l'univers" s'est éteinte. »

## Enseignements
Son livre Kedoushat Levi est un texte classique de la pensée hassidique, lié aux sections hebdomadaires de la Torah. Il inclut un commentaire sur le Traité des Pères (Avot), et une annexe contenant maintes anecdotes qui reflètent sa vie sainte et son rôle de défenseur de la communauté juive.
Dans ses enseignements, il souligne l'élément de la joie dans le hassidisme, le principe de dévotion à Dieu (Devekut), et la nécessité d'accomplir la prière avec dévotion et ferveur.
Il distingue deux sortes de prédicateurs:
- l'un exhorte, avec de bonnes paroles, et donne des encouragements..
- L'autre admoneste par des mots et des menaces.

Dans le Kedoushat Levi, il écrit :
"Seul celui qui avertit les gens en douceur, insiste sur l'élévation de leur âme et sur leur honnêteté, est digne de diriger un peuple."
Il s’est imposé dans la mémoire collective comme celui qui, en toutes circonstances, n’hésite pas à prendre l’Éternel à témoin pour plaider la cause d’Israël.
Il sollicite des bienfaits pour la communauté, ou trouve des arguments souvent inattendus, d’une ferveur vraie et naïve, que le Tribunal Céleste lui-même ne peut qu'agréer.
Un exemple classique:
"Maître de l'Univers, pardonne à Israël ses péchés. Si Tu le fais, c'est bien. Sinon, je vais dire au monde que les Tefillins que Tu portes ne sont pas Cacher. Pourquoi? Le verset du roi David inscrit à l'intérieur de Tes Tefillins dit: Qui est comme ton peuple, Israël, nation unique sur la terre? Donc, si Tu ne pardonnes pas Israël, ce verset est faux, et les Tefillins sont incorrects."
Parmi les histoires qui lui valent ce titre, en voici une :
Se rendant à la synagogue pour célébrer l'office du shabbat, Rabbi Levi-Itzhak de Berditchev croise un jeune juif athée qui fume une pipe.
Le Rabbi s'arrête et lui demande : 
« Tu as sans doute oublié que c'est shabbat aujourd'hui.
- Non, répond le jeune homme.
- Alors tu ignores sûrement qu'il est interdit de fumer ce jour.
- Pas du tout, je connais les lois de la Torah ! » dit le jeune avec effronterie.
Rabbi Levi-Itzhak de Berditchev le dévisage un long moment. Et soudain, levant les yeux vers les cieux, il s'écrie : 
« Maître du monde ! Vois, même les moins pieux de tes fils sont incapables de formuler un seul mensonge ! ».

## Paroles de Lévi Yitzhok de Berditchev[réf.nécessaire]
- La Torah, ce sont les lettres noires qui composent le texte. Il existe aussi les espaces blancs entre les lettres, et les signes que nous ne savons lire. Dans le monde à venir, quand le Messie viendra, le sens de ces espaces blancs et de ces signes sera révélé.
- Les poèmes écrits par des poètes mais mouillés et attendris par les larmes du peuple d’Israël sont devenus prières.
- Tout homme aime sa femme car elle satisfait son désir. C'est lui-même qu'il aime.